# Wongia
Wongia — рід грибів. Назва вперше опублікована 2016 року.

## Класифікація
До роду Wongia відносять 2 види:
- Wongia garrettii
- Wongia griffinii